# Jonas Björkman
Jonas Lars Björkman (Alvesta, Suècia; 23 de març de 1972) és un tennista professional retirat i entrenador suec, especialista en la modalitat de dobles i arribant a ser número 1 del món.
Va guanyar sis títols individuals i va arribar al quart lloc del rànquing mundial. En la modalitat de dobles masculins va guanyar 54 títols i va completar el Grand Slam durant la carrera després de guanyar nou títols de Grand Slam repartits en tots quatre torneigs. En la modalitat de dobles mixts no va guanyar cap títol però va ser finalista un cop i va disputar les semifinals en tots quatre torneigs. Va formar part de l'equip suec de Copa Davis en moltes ocasions i va guanyar el títol en tres edicions. Va formar part de l'equip suec de Copa Davis en diverses ocasions i va col·laborar en la consecució dels títols en les edicions de 1994, 1997 i 1998.
Després de la seva retirada va ser entrenador de tennis puntualment de Andy Murray el 2015, substituint Amélie Mauresmo durant el temps que va estar de baixa de maternitat, i també de Marin Čilić (2016-2017). Posteriorment va ser entrenador de pàdel.
Es va casar amb Petra el 2 de desembre de 2000 a Estocolm, i van tenir un fill anomenat Max (2003).

## Torneigs de Grand Slam

### Dobles masculins: 15 (9−6)
| Resultat  | Núm. | Any  | Torneig              | Parella         | Oponents                         | Marcador                    |
| --------- | ---- | ---- | -------------------- | --------------- | -------------------------------- | --------------------------- |
| Finalista | 1.   | 1994 | Roland Garros        | Jan Apell       | Byron Black Jonathan Stark       | 4−6, 6−7                    |
| Finalista | 2.   | 1997 | US Open              | Nicklas Kulti   | Ievgueni Kàfelnikov Daniel Vacek | 6−7(8), 3−6                 |
| Guanyador | 1.   | 1998 | Open d'Austràlia     | Paul Haarhuis   | Todd Woodbridge Mark Woodforde   | 6−2, 5−7, 2−6, 6−4, 6−3     |
| Guanyador | 2.   | 1999 | Open d'Austràlia (2) | Patrick Rafter  | Mahesh Bhupathi Leander Paes     | 6−3, 4−6, 6−4, 6−7(10), 6−4 |
| Guanyador | 3.   | 2001 | Open d'Austràlia (3) | Todd Woodbridge | Byron Black David Prinosil       | 6−1, 5−7, 6−4, 6−4          |
| Guanyador | 4.   | 2002 | Wimbledon            | Todd Woodbridge | Mark Knowles Daniel Nestor       | 6−1, 6−2, 6−7(7), 7−5       |
| Guanyador | 5.   | 2003 | Wimbledon (2)        | Todd Woodbridge | Mahesh Bhupathi Max Mirnyi       | 3−6, 6−3, 7−6(4), 6−3       |
| Guanyador | 6.   | 2003 | US Open              | Todd Woodbridge | Bob Bryan Mike Bryan             | 5−7, 6−0, 7−5               |
| Guanyador | 7.   | 2004 | Wimbledon (3)        | Todd Woodbridge | Julian Knowle Nenad Zimonjić     | 6−1, 6−4, 4−6, 6−4          |
| Guanyador | 8.   | 2005 | Roland Garros        | Max Mirnyi      | Bob Bryan Mike Bryan             | 2−6, 6−1, 6−4               |
| Finalista | 3.   | 2005 | US Open (2)          | Max Mirnyi      | Bob Bryan Mike Bryan             | 1−6, 4−6                    |
| Guanyador | 9.   | 2006 | Roland Garros (2)    | Max Mirnyi      | Bob Bryan Mike Bryan             | 6−7(5), 6−4, 7−5            |
| Finalista | 4.   | 2006 | US Open (3)          | Max Mirnyi      | Martin Damm Leander Paes         | 7−6(5), 4−6, 3−6            |
| Finalista | 5.   | 2007 | Open d'Austràlia     | Max Mirnyi      | Bob Bryan Mike Bryan             | 5−7, 5−7                    |
| Finalista | 6.   | 2008 | Wimbledon            | Kevin Ullyett   | Daniel Nestor Nenad Zimonjić     | 6−7(12), 7−6(3), 3−6, 3−6   |

### Dobles mixts: 2 (0−2)
| Resultat  | Núm. | Any  | Torneig       | Parella        | Oponents                     | Marcador      |
| --------- | ---- | ---- | ------------- | -------------- | ---------------------------- | ------------- |
| Finalista | 1.   | 1999 | Wimbledon     | Anna Kúrnikova | Lisa Raymond Leander Paes    | 4−6, 6−3, 3−6 |
| Finalista | 2.   | 2007 | Wimbledon (2) | Alicia Molik   | Jelena Janković Jamie Murray | 4−6, 6−3, 1−6 |

## Palmarès

### Individual: 11 (6−5)
| Llegenda (pre/post 2009)                                 |
| -------------------------------------------------------- |
| Grand Slams (0−0)                                        |
| Tennis Masters Cup / ATP Finals (0−0)                    |
| ATP Masters Series / ATP World Tour Masters 1000 (0−1)   |
| ATP International Series Gold / ATP World Tour 500 (1−0) |
| ATP International Series / ATP World Tour 250 (5−4)      |

| Títols per superfície |
| --------------------- |
| Dura (3−2)            |
| Gespa (2−1)           |
| Terra batuda (0−1)    |
| Moqueta (1−1)         |

| Resultat  | Núm. | Data                  | Torneig                     | Superfície   | Oponent           | Marcador              |
| --------- | ---- | --------------------- | --------------------------- | ------------ | ----------------- | --------------------- |
| Finalista | 1.   | 23 d'abril de 1995    | Hong Kong, Hong Kong        | Dura         | Michael Chang     | 3−6, 1−6              |
| Guanyador | 1.   | 12 de gener de 1997   | Auckland, Nova Zelanda      | Dura         | Kenneth Carlsen   | 7−6(0), 6−0           |
| Finalista | 2.   | 12 de maig de 1997    | Coral Springs, Estats Units | Terra batuda | Jason Stoltenberg | 0−6, 6−2, 5−7         |
| Guanyador | 2.   | 17 d'agost de 1997    | Indianapolis, Estats Units  | Dura         | Carles Moyà       | 6−3, 7−6(3)           |
| Finalista | 3.   | 2 de novembre de 1997 | París, França               | Moqueta (i)  | Pete Sampras      | 3−6, 6−4, 3−6, 1−6    |
| Guanyador | 3.   | 9 de novembre de 1997 | Estocolm, Suècia            | Dura (i)     | Jan Siemerink     | 3−6, 7−6(5), 6−2, 6−4 |
| Guanyador | 4.   | 21 de juny de 1998    | Nottingham, Regne Unit      | Gespa        | Byron Black       | 6−3, 6−2              |
| Guanyador | 5.   | 23 de juny de 2002    | Nottingham (2)              | Gespa        | Wayne Arthurs     | 6−2, 6−7(5), 6−2      |
| Finalista | 4.   | 16 de febrer de 2003  | Marsella, França            | Dura (i)     | Roger Federer     | 2−6, 6−7(6)           |
| Guanyador | 6.   | 2 d'octubre de 2005   | Ho Chi Minh, Vietnam        | Moqueta (i)  | Radek Štěpánek    | 6−3, 7−6(4)           |
| Finalista | 5.   | 24 de juny de 2006    | Nottingham                  | Gespa        | Richard Gasquet   | 4−6, 3−6              |

### Dobles masculins: 98 (54−44)
| Llegenda (pre/post 2009)                                 |
| -------------------------------------------------------- |
| Grand Slams (9−6)                                        |
| Tennis Masters Cup / ATP Finals (2−0)                    |
| ATP Masters Series / ATP World Tour Masters 1000 (15−10) |
| ATP International Series Gold / ATP World Tour 500 (2−6) |
| ATP International Series / ATP World Tour 250 (26−21)    |

| Títols per superfície |
| --------------------- |
| Dura (27−28)          |
| Gespa (6−5)           |
| Terra batuda (15−5)   |
| Moqueta (6−5)         |

| Resultat  | Núm. | Data                   | Torneig                                          | Superfície   | Parella               | Oponents                           | Marcador                      |
| --------- | ---- | ---------------------- | ------------------------------------------------ | ------------ | --------------------- | ---------------------------------- | ----------------------------- |
| Finalista | 1.   | 10 d'agost de 1992     | Praga, Txèquia                                   | Terra batuda | Jon Ireland           | Karel Nováček Branislav Stankovič  | 5−7, 1−6                      |
| Finalista | 2.   | 27 de setembre de 1993 | Kuala Lumpur, Tailàndia                          | Dura         | Lars-Anders Wahlgren  | Jacco Eltingh Paul Haarhuis        | 5−7, 6−4, 6−7                 |
| Finalista | 3.   | 14 de novembre de 1993 | Moscou, Rússia                                   | Moqueta (i)  | Jan Apell             | Jacco Eltingh Paul Haarhuis        | 1−6, retirada                 |
| Guanyador | 1.   | 10 de gener de 1994    | Jakarta, Indonèsia                               | Dura         | Neil Borwick          | Jorge Lozano Jim Pugh              | 6−4, 6−1                      |
| Guanyador | 2.   | 21 de febrer de 1994   | Rotterdam, Països Baixos                         | Moqueta (i)  | Jeremy Bates          | Jacco Eltingh Paul Haarhuis        | 6−4, 6−1                      |
| Finalista | 4.   | 11 d'abril de 1994     | Hong Kong, Hong Kong                             | Dura         | Patrick Rafter        | Jim Grabb Brett Steven             | Renúncia                      |
| Finalista | 5.   | 5 de juny de 1994      | Roland Garros, França                            | Terra batuda | Jan Apell             | Byron Black Jonathan Stark         | 4−6, 6−7                      |
| Guanyador | 3.   | 13 de juny de 1994     | Londres, Regne Unit                              | Gespa        | Jan Apell             | Todd Woodbridge Mark Woodforde     | 3−6, 7−6, 6−4                 |
| Guanyador | 4.   | 11 de juliol de 1994   | Båstad, Suècia                                   | Terra batuda | Jan Apell             | Nicklas Kulti Mikael Tillström     | 6−2, 6−3                      |
| Finalista | 6.   | 18 de juliol de 1994   | Washington DC, Estats Units                      | Dura         | Jakob Hlasek          | Grant Connell Patrick Galbraith    | 4−6, 6−4, 3−6                 |
| Guanyador | 5.   | 29 d'agost de 1994     | Schenectady, Estats Units                        | Dura         | Jan Apell             | Jacco Eltingh Paul Haarhuis        | 6−4, 7−6                      |
| Finalista | 7.   | 17 d'octubre de 1994   | Tel-Aviv, Israel                                 | Dura (i)     | Jan Apell             | Lan Bale J-L. de Jager             | 7−6, 2−6, 6−7                 |
| Finalista | 8.   | 31 d'octubre de 1994   | Estocolm, Suècia                                 | Moqueta      | Jan Apell             | Todd Woodbridge Mark Woodforde     | 3−6, 4−6                      |
| Guanyador | 6.   | 13 de novembre de 1994 | Anvers, Bèlgica                                  | Moqueta (i)  | Jan Apell             | H.J. Davids Sébastien Lareau       | 4−6, 6−1, 6−2                 |
| Guanyador | 7.   | 27 de novembre de 1994 | ATP Tour World Championships, Jakarta, Indonèsia | Dura         | Jan Apell             | Todd Woodbridge Mark Woodforde     | 6−4, 4−6, 4−6, 7−6(5), 7−6(6) |
| Finalista | 9.   | 22 de maig de 1995     | Roma, Itàlia                                     | Terra batuda | Jan Apell             | Cyril Suk Daniel Vacek             | 3−6, 4−6                      |
| Finalista | 10.  | 19 de juny de 1995     | Londres                                          | Gespa        | Jan Apell             | Todd Martin Pete Sampras           | 6−7, 4−6                      |
| Guanyador | 8.   | 16 de juliol de 1995   | Båstad (2)                                       | Terra batuda | Jan Apell             | Jon Ireland Andrew Kratzmann       | 6−3, 6−0                      |
| Guanyador | 9.   | 2 d'octubre de 1995    | Tolosa, França                                   | Dura (i)     | John-Laffnie de Jager | Dave Randall Greg Van Emburgh      | 7−6, 7−6                      |
| Guanyador | 10.  | 9 d'octubre de 1995    | Ostrava, Txèquia                                 | Mqoueta (i)  | Javier Frana          | Guy Forget Patrick Rafter          | 6−7, 6−4, 7−6                 |
| Finalista | 11.  | 1 de gener de 1996     | Adelaida, Austràlia                              | Dura         | Tommy Ho              | Todd Woodbridge Mark Woodforde     | 5−7, 6−7                      |
| Finalista | 12.  | 8 de gener de 1996     | Auckland, Nova Zelanda                           | Dura         | Brett Steven          | Marcos Ondruska Jack Waite         | Renúncia                      |
| Guanyador | 11.  | 19 de febrer de 1996   | Anvers (2)                                       | Moqueta (i)  | Nicklas Kulti         | Ievgueni Kàfelnikov Menno Oosting  | 6−4, 6−4                      |
| Guanyador | 12.  | 8 d'abril de 1996      | Nova Delhi, Índia                                | Dura         | Nicklas Kulti         | Byron Black Sandon Stolle          | 4−6, 6−4, 6−4                 |
| Finalista | 13.  | 22 d'abril de 1996     | Montecarlo, Mònaco                               | Terra batuda | Nicklas Kulti         | Ellis Ferreira Jan Siemerink       | 6−3, 3−6, 2−6                 |
| Finalista | 14.  | 29 de juliol de 1996   | Los Angeles, Estats Units                        | Dura         | Nicklas Kulti         | Marius Barnard Piet Norval         | 5−7, 2−6                      |
| Finalista | 15.  | 12 d'agost de 1996     | New Haven, Estats Units                          | Dura         | Nicklas Kulti         | Byron Black Grant Connell          | 4−6, 4−6                      |
| Finalista | 16.  | 3 de març de 1997      | Scottsdale, Estats Units                         | Dura         | Rick Leach            | Luis Lobo Javier Sánchez           | 3−6, 2−6                      |
| Guanyador | 13.  | 28 d'abril de 1997     | Atlanta, Estats Units                            | Terra batuda | Nicklas Kulti         | Scott Davis Kelly Jones            | 6−4, 6−4                      |
| Finalista | 17.  | 11 d'agost de 1997     | Indianapolis, Estats Units                       | Dura         | Nicklas Kulti         | Mikael Tillström Michael Tebbutt   | 3−6, 2−6                      |
| Finalista | 18.  | 7 de setembre de 1997  | US Open, Estats Units                            | Terra batuda | Nicklas Kulti         | Ievgueni Kàfelnikov Daniel Vacek   | 6−7(8), 3−6                   |
| Guanyador | 14.  | 18 de gener de 1998    | Open d'Austràlia, Austràlia                      | Dura         | Jacco Eltingh         | Todd Woodbridge Mark Woodforde     | 6−2, 5−7, 2−6, 6−4, 6−3       |
| Guanyador | 15.  | 15 de març de 1998     | Indian Wells, Estats Units                       | Dura         | Patrick Rafter        | Todd Martin Richey Reneberg        | 6−4, 7−6                      |
| Finalista | 19.  | 8 de juny de 1998      | Londres (2)                                      | Gespa        | Patrick Rafter        | Todd Woodbridge Mark Woodforde     | Final no disputada            |
| Guanyador | 16.  | 31 de gener de 1999    | Open d'Austràlia (2)                             | Dura         | Patrick Rafter        | Mahesh Bhupathi Leander Paes       | 6−3, 4−6, 6−4, 6−7(10), 6−4   |
| Guanyador | 17.  | 13 de juny de 1999     | Halle, Alemanya                                  | Gespa        | Patrick Rafter        | Paul Haarhuis Jared Palmer         | 6−3, 7−5                      |
| Guanyador | 18.  | 8 d'agost de 1999      | Mont-real, Canadà                                | Dura         | Patrick Rafter        | Byron Black Wayne Ferreira         | 7−6, 6−4                      |
| Guanyador | 19.  | 9 d'agost de 1999      | Cincinnati, Estats Units                         | Dura         | Byron Black           | Todd Woodbridge Mark Woodforde     | 6−3, 7−6(6)                   |
| Guanyador | 20.  | 25 d'octubre de 1999   | Stuttgart, Alemanya                              | Dura (i)     | Byron Black           | David Adams J-L. de Jager          | 6−7(6), 7−6(2), 6−0           |
| Finalista | 20.  | 6 de març de 2000      | Copenhaguen, Dinamarca                           | Dura (i)     | Sébastien Lareau      | Martin Damm David Prinosil         | 1−6, 7−5, 5−7                 |
| Finalista | 21.  | 14 d'agost de 2000     | Indianapolis (2)                                 | Dura         | Max Mirnyi            | Lleyton Hewitt Sandon Stolle       | 2−6, 6−3, 3−6                 |
| Guanyador | 21.  | 23 d'octubre de 2000   | Moscou                                           | Moqueta (i)  | David Prinosil        | Jiří Novák David Rikl              | 6−2, 6−3                      |
| Finalista | 22.  | 15 de gener de 2001    | Sydney, Austràlia                                | Dura         | Todd Woodbridge       | Daniel Nestor Sandon Stolle        | 6−2, 6−7(4), 6−7(5)           |
| Guanyador | 22.  | 29 de gener de 2001    | Open d'Austràlia (3)                             | Dura         | Todd Woodbridge       | Byron Black David Prinosil         | 6−1, 5−7, 6−4, 6−4            |
| Guanyador | 23.  | 19 de febrer de 1994   | Rotterdam (2)                                    | Dura (i)     | Roger Federer         | Petr Pála Pavel Vízner             | 6−3, 6−0                      |
| Finalista | 23.  | 19 de març de 2001     | Indian Wells                                     | Dura         | Todd Woodbridge       | Wayne Ferreira Ievgueni Kàfelnikov | 2−6, 5−7                      |
| Finalista | 24.  | 2 d'abril de 2001      | Miami, Estats Units                              | Dura         | Todd Woodbridge       | Jiří Novák David Rikl              | 5−7, 6−7(3)                   |
| Guanyador | 24.  | 23 d'abril de 2001     | Montecarlo                                       | Terra batuda | Todd Woodbridge       | Joshua Eagle Andrew Florent        | 3−6, 6−4, 6−2                 |
| Guanyador | 25.  | 21 de maig de 2001     | Hamburg, Alemanya                                | Terra batuda | Todd Woodbridge       | Daniel Nestor Sandon Stolle        | 7−6(2), 3−6, 6−3              |
| Finalista | 25.  | 29 d'octubre de 2001   | Estocolm (2)                                     | Dura (i)     | Todd Woodbridge       | Donald Johnson Jared Palmer        | 3−6, 6−4, 3−6                 |
| Guanyador | 26.  | 14 de gener de 2002    | Auckland                                         | Dura         | Todd Woodbridge       | Martín García Cyril Suk            | 7−6(5), 7−6(7)                |
| Guanyador | 27.  | 22 d'abril de 2002     | Montecarlo (2)                                   | Terra batuda | Todd Woodbridge       | Paul Haarhuis Ievgueni Kàfelnikov  | 6−3, 3−6, [10−7]              |
| Finalista | 26.  | 20 de maig de 2002     | Hamburg                                          | Terra batuda | Todd Woodbridge       | Mahesh Bhupathi J-M. Gambill       | 2−6, 4−6                      |
| Finalista | 27.  | 17 de juny de 2002     | Halle                                            | Gespa        | Todd Woodbridge       | David Prinosil David Rikl          | 6−4, 6−7(5), 5−7              |
| Guanyador | 28.  | 8 de juliol de 2002    | Wimbledon, Regne Unit                            | Gespa        | Todd Woodbridge       | Mark Knowles Daniel Nestor         | 6−1, 6−2, 6−7(7), 7−5         |
| Guanyador | 29.  | 15 de juliol de 2002   | Båstad (3)                                       | Terra batuda | Todd Woodbridge       | Paul Hanley Michael Hill           | 7−6(6), 6−4                   |
| Guanyador | 30.  | 16 de juny de 2003     | Halle (2)                                        | Gespa        | Todd Woodbridge       | Martin Damm Cyril Suk              | 6−3, 6−4                      |
| Guanyador | 31.  | 7 de juliol de 2003    | Wimbledon (2)                                    | Gespa        | Todd Woodbridge       | Mahesh Bhupathi Max Mirnyi         | 3−6, 6−3, 7−6(4), 6−3         |
| Finalista | 28.  | 11 d'agost de 2003     | Mont-real                                        | Dura         | Todd Woodbridge       | Mahesh Bhupathi Max Mirnyi         | 3−6, 6−7(4)                   |
| Guanyador | 32.  | 8 de setembre de 2003  | US Open                                          | Dura         | Todd Woodbridge       | Bob Bryan Mike Bryan               | 5−7, 6−0, 7−5                 |
| Guanyador | 33.  | 27 d'octubre de 2003   | Estocolm                                         | Dura (i)     | Todd Woodbridge       | Wayne Arthurs Paul Hanley          | 6−3, 6−4                      |
| Guanyador | 34.  | 19 de gener de 2004    | Sydney                                           | Dura         | Todd Woodbridge       | Bob Bryan Mike Bryan               | 7−6(3), 7−5                   |
| Finalista | 29.  | 1 de març de 2004      | Dubai, Emirats Àrabs Units                       | Dura         | Leander Paes          | Mahesh Bhupathi Fabrice Santoro    | 2−6, 6−4, 4−6                 |
| Finalista | 30.  | 5 d'abril de 2004      | Miami (2)                                        | Dura         | Todd Woodbridge       | Wayne Black Kevin Ullyett          | 2−6, 6−7(12)                  |
| Guanyador | 35.  | 5 de juliol de 2004    | Wimbledon (3)                                    | Gespa        | Todd Woodbridge       | Julian Knowle Nenad Zimonjić       | 6−1, 6−4, 4−6, 6−4            |
| Guanyador | 36.  | 12 de juliol de 2004   | Båstad (4)                                       | Terra batuda | Mahesh Bhupathi       | Simon Aspelin Todd Perry           | 4−6, 7−6(2), 7−6(6)           |
| Finalista | 31.  | 1 d'agost de 2004      | Toronto (2)                                      | Dura         | Max Mirnyi            | Mahesh Bhupathi Leander Paes       | 4−6, 2−6                      |
| Finalista | 32.  | 9 d'agost de 2004      | Cincinnati                                       | Dura         | Todd Woodbridge       | Mark Knowles Daniel Nestor         | 2−6, 6−3, 3−6                 |
| Finalista | 33.  | 4 d'octubre de 2004    | Lió, França                                      | Moqueta (i)  | Radek Štěpánek        | Jonathan Erlich Andy Ram           | 6−7(2), 2−6                   |
| Finalista | 34.  | 11 d'octubre de 2004   | Moscou (2)                                       | Moqueta (i)  | Mahesh Bhupathi       | Igor Andreev Nikolai Davidenko     | 6−3, 3−6, 4−6                 |
| Guanyador | 37.  | 8 de novembre de 2004  | París, França                                    | Moqueta      | Todd Woodbridge       | Wayne Black Kevin Ullyett          | 6−3, 6−4                      |
| Finalista | 35.  | 3 de gener de 2005     | Chennai, Índia                                   | Dura         | Mahesh Bhupathi       | Lu Yen-hsun Rainer Schüttler       | 5−7, 6−4, 6−7(4)              |
| Finalista | 36.  | 21 de febrer de 2005   | Dubai (2)                                        | Dura         | Fabrice Santoro       | Martin Damm Radek Štěpánek         | 2−6, 4−6                      |
| Guanyador | 38.  | 21 de març de 2005     | Miami                                            | Dura         | Max Mirnyi            | Wayne Black Kevin Ullyett          | 6−1, 6−2                      |
| Guanyador | 39.  | 9 de maig de 2005      | Hamburg (2)                                      | Terra batuda | Max Mirnyi            | Michaël Llodra Fabrice Santoro     | 4−6, 7−6(2), 7−6(3)           |
| Guanyador | 40.  | 23 de maig de 2005     | Roland Garros                                    | Terra batuda | Max Mirnyi            | Bob Bryan Mike Bryan               | 2−6, 6−1, 6−4                 |
| Finalista | 37.  | 6 de juny de 2005      | Londres (3)                                      | Gespa        | Max Mirnyi            | Bob Bryan Mike Bryan               | 6−7(11), 6−7(4)               |
| Guanyador | 41.  | 4 de juliol de 2005    | Båstad (5)                                       | Terra batuda | Joachim Johansson     | José Acasuso Sebastián Prieto      | 6−2, 6−3                      |
| Guanyador | 42.  | 15 d'agost de 2005     | Cincinnati (2)                                   | Dura         | Max Mirnyi            | Wayne Black Kevin Ullyett          | 7−6(3), 6−2                   |
| Finalista | 38.  | 29 d'agost de 2005     | US Open (2)                                      | Dura         | Max Mirnyi            | Bob Bryan Mike Bryan               | 1−6, 4−6                      |
| Finalista | 39.  | 24 d'octubre de 2005   | Sant Petersburg, Rússia                          | Moqueta (i)  | Max Mirnyi            | Julian Knowle Jürgen Melzer        | 6−4, 5−7, 5−7                 |
| Guanyador | 43.  | 2 de gener de 2006     | Doha, Qatar                                      | Dura         | Max Mirnyi            | Christophe Rochus Olivier Rochus   | 2−6, 6−3, [10−8]              |
| Guanyador | 44.  | 13 de febrer de 2006   | San Jose, Estats Units                           | Dura (i)     | John McEnroe          | Paul Goldstein Jim Thomas          | 7−6(2), 4−6, [10−7]           |
| Guanyador | 45.  | 20 de març de 2006     | Miami (2)                                        | Dura         | Max Mirnyi            | Bob Bryan Mike Bryan               | 6−4, 6−4                      |
| Guanyador | 46.  | 17 d'abril de 2006     | Montecarlo (3)                                   | Terra batuda | Max Mirnyi            | Fabrice Santoro Nenad Zimonjić     | 6−2, 7−6(2)                   |
| Guanyador | 47.  | 29 de maig de 2006     | Roland Garros (2)                                | Terra batuda | Max Mirnyi            | Bob Bryan Mike Bryan               | 6−7(5), 6−4, 7−5              |
| Finalista | 40.  | 12 de juny de 2006     | Londres (4)                                      | Gespa        | Max Mirnyi            | Paul Hanley Kevin Ullyett          | 4−6, 6−3, [8−10]              |
| Guanyador | 48.  | 10 de juliol de 2006   | Båstad (6)                                       | Terra batuda | Thomas Johansson      | Christopher Kas Oliver Marach      | 6−3, 4−6, [10−4]              |
| Guanyador | 49.  | 14 d'agost de 2006     | Cincinnati (3)                                   | Dura         | Max Mirnyi            | Bob Bryan Mike Bryan               | 3−6, 6−3, [10−7]              |
| Finalista | 41.  | 29 d'agost de 2006     | US Open (3)                                      | Dura         | Max Mirnyi            | Martin Damm Leander Paes           | 7−6(5), 4−6, 3−6              |
| Guanyador | 50.  | 13 de novembre de 2006 | Tennis Masters Cup, Xangai, Xina                 | Dura (i)     | Max Mirnyi            | Mark Knowles Daniel Nestor         | 6−2, 6−4                      |
| Finalista | 42.  | 15 de gener de 2007    | Open d'Austràlia                                 | Dura         | Max Mirnyi            | Bob Bryan Mike Bryan               | 5−7, 5−7                      |
| Guanyador | 51.  | 8 d'octubre de 2007    | Estocolm (2)                                     | Dura (i)     | Max Mirnyi            | Arnaud Clément Michaël Llodra      | 6−4, 6−4                      |
| Finalista | 43.  | 23 de juny de 2008     | Wimbledon                                        | Gespa        | Kevin Ullyett         | Daniel Nestor Nenad Zimonjić       | 6−7(12), 7−6(3), 3−6, 3−6     |
| Guanyador | 52.  | 7 de juliol de 2008    | Båstad (7)                                       | Terra batuda | Robin Söderling       | Johan Brunström J-J. Rojer         | 6−2, 6−2                      |
| Guanyador | 53.  | 6 d'octubre de 2008    | Estocolm (3)                                     | Dura (i)     | Kevin Ullyett         | Johan Brunström Michael Ryderstedt | 6−1, 6−3                      |
| Guanyador | 54.  | 27 d'octubre de 2008   | París (2)                                        | Dura (i)     | Kevin Ullyett         | Jeff Coetzee Wesley Moodie         | 6−2, 6−2                      |
| Finalista | 44.  | 20 d'octubre de 2013   | Estocolm (3)                                     | Dura (i)     | Robert Lindstedt      | A-u-H. Qureshi J-J. Rojer          | 2−6, 2−6                      |

#### Períodes com a número 1
| Núm. | Predecessor                | Dates                   | Successor                  | Setmanes | Acumulat |
| ---- | -------------------------- | ----------------------- | -------------------------- | -------- | -------- |
| 1.   | Todd Woodbridge            | 09/07/2001 − 27/01/2002 | Donald Johnson             | 29       | 29       |
| 2.   | Bob Bryan Mike Bryan       | 07/06/2004 − 12/09/2004 | Daniel Nestor              | 14       | 43       |
| 3.   | Mark Knowles Daniel Nestor | 28/02/2005 − 20/03/2005 | Mark Knowles Daniel Nestor | 3        | 46       |
| 4.   | Mark Knowles Daniel Nestor | 25/04/2005 − 06/11/2005 | Bob Bryan Mike Bryan       | 28       | 74       |

### Dobles mixts: 2 (0−2)
| Resultat  | Núm. | Data                | Torneig               | Superfície | Parella        | Oponents                     | Marcador      |
| --------- | ---- | ------------------- | --------------------- | ---------- | -------------- | ---------------------------- | ------------- |
| Finalista | 1.   | 4 de juliol de 1999 | Wimbledon, Regne Unit | Gespa      | Anna Kúrnikova | Lisa Raymond Leander Paes    | 4−6, 6−3, 3−6 |
| Finalista | 2.   | 8 de juliol de 2007 | Wimbledon (2)         | Gespa      | Alicia Molik   | Jelena Janković Jamie Murray | 4−6, 6−3, 1−6 |

### Equips: 5 (3−2)
| Resultat  | Núm. | Data                                   | Torneig                       | Superfície       | Equip                                         | Oponents                                                               | Marcador |
| --------- | ---- | -------------------------------------- | ----------------------------- | ---------------- | --------------------------------------------- | ---------------------------------------------------------------------- | -------- |
| Guanyador | 1.   | 2−4 de desembre de 1994                | Copa Davis, Moscou, Rússia    | Moqueta (i)      | Jan Apell Stefan Edberg Magnus Larsson        | Andrey Cherkasov Ievgueni Kàfelnikov Andrei Olhovskiy Alexander Volkov | 3−2      |
| Finalista | 1.   | 29 de novembre − 1 de desembre de 1996 | Copa Davis, Malmö, Suècia     | Dura (i)         | Stefan Edberg Thomas Enqvist Nicklas Kulti    | Arnaud Boetsch Guy Forget Cedric Pioline Guillaume Raoux               | 2−3      |
| Guanyador | 2.   | 28−30 de novembre de 1997              | Copa Davis, Göteborg, Suècia  | Moqueta (i)      | Thomas Enqvist Nicklas Kulti Magnus Larsson   | Michael Chang Todd Martin Pete Sampras Jonathan Stark                  | 5−0      |
| Guanyador | 3.   | 4−6 de desembre de 1998                | Copa Davis, Milà, Itàlia      | Terra batuda (i) | Magnus Gustafsson Nicklas Kulti Magnus Norman | Andrea Gaudenzi Diego Nargiso Gianluca Pozzi Davide Sanguinetti        | 4−1      |
| Finalista | 2.   | 2 de gener de 1999                     | Copa Hopman, Perth, Austràlia | Dura (i)         | Åsa Carlsson                                  | Jelena Dokić Mark Philippoussis                                        | 1−2      |

## Trajectòria

### Individual
| Torneig | 1993        | 1994        | 1995        | 1996  | 1997        | 1998        | 1999        | 2000  | 2001        | 2002        | 2003        | 2004  | 2005        | 2006        | 2007        | 2008 | Títols    | V − D     |
| --- | ----------- | ----------- | ----------- | ----- | ----------- | ----------- | ----------- | ----- | ----------- | ----------- | ----------- | ----- | ----------- | ----------- | ----------- | ---- | --------- | --------- |
| Open d'Austràlia | A           | 2R          | 3R          | 4R    | 4R          | QF          | 1R          | 3R    | 1R          | QF          | A           | 1R    | 1R          | 1R          | 2R          | A    | 0 / 13    | 20 − 13   |
| Roland Garros | Q1          | 3R          | 1R          | 4R    | 2R          | 1R          | 1R          | 1R    | 1R          | 1R          | 2R          | 2R    | 1R          | 1R          | 4R          | 1R   | 0 / 15    | 11 − 15   |
| Wimbledon | Q1          | 4R          | 2R          | 1R    | 1R          | 3R          | 2R          | 4R    | 3R          | 1R          | QF          | 3R    | 3R          | SF          | 4R          | 1R   | 0 / 15    | 28 − 15   |
| US Open | 2R          | QF          | 3R          | 3R    | SF          | QF          | 3R          | 2R    | 2R          | 1R          | 4R          | 1R    | 2R          | 2R          | 2R          | A    | 0 / 15    | 28 − 15   |
| Jocs Olímpics | No celebrat | No celebrat | No celebrat | 1R    | No celebrat | No celebrat | No celebrat | A     | No celebrat | No celebrat | No celebrat | 1R    | No celebrat | No celebrat | No celebrat | 1R   | 0 / 3     | 0 – 3     |
| Tennis Masters Cup | A           | A           | A           | A     | SF          | A           | A           | A     | A           | A           | A           | A     | A           | A           | A           | A    | 0 / 1     | 0 − 1     |
| Total Victòries−Derrotes                                                                                                  | 6−8         | 31−26       | 35−28       | 25−25 | 71−26       | 38−27       | 24−23       | 30−25 | 23−26       | 21−23       | 30−21       | 21−26 | 20−21       | 13−19       | 18−22       | 8−14 | 414 − 362 | 414 − 362 |
| Rànquing a final d'any | 96          | 50          | 30          | 69    | 4           | 24          | 73          | 44    | 60          | 48          | 30          | 70    | 62          | 54          | 59          | 172  |           |           |
| Llegenda: G: Guanyador; F: Finalista; SF: Semifinalista; QF: Quarts de final; Q: Qualificació; A: Absent; RR: Round Robin |             |             |             |       |             |             |             |       |             |             |             |       |             |             |             |      |           |           |

### Dobles masculins
| Open d'Austràlia | A           | SF          | 1R          | 3R    | 3R          | G           | G           | 3R    | G           | 2R          | A           | SF    | SF          | QF          | F           | A     | 3 / 13  | 44 − 10 |
| Roland Garros | 1R          | F           | 2R          | QF    | 2R          | SF          | 3R          | 2R    | QF          | QF          | 2R          | 3R    | G           | G           | QF          | QF    | 2 / 16  | 44 − 14 |
| Wimbledon | 1R          | 3R          | 3R          | QF    | QF          | SF          | QF          | 3R    | 3R          | G           | G           | G     | SF          | QF          | 1R          | F     | 3 / 16  | 51 − 13 |
| US Open | QF          | 1R          | 1R          | 1R    | F           | QF          | SF          | 1R    | 3R          | SF          | G           | 3R    | F           | F           | 3R          | 2R    | 1 / 16  | 42 − 15 |
| Jocs Olímpics | No celebrat | No celebrat | No celebrat | 1R    | No celebrat | No celebrat | No celebrat | A     | No celebrat | No celebrat | No celebrat | 1R    | No celebrat | No celebrat | No celebrat | 1R    | 0 / 3   | 0 − 3   |
| Tennis Masters Cup | A           | G           | A           | RR    | A           | A           | A           | A     | A           | NC          | RR          | SF    | RR          | G           | RR          | RR    | 2 / 8   | 16 − 13 |
| Total Victòries−Derrotes                                                                                                   | 16−11       | 69−18       | 41−21       | 52−26 | 40−21       | 38−19       | 42−15       | 33−22 | 47−16       | 47−18       | 38−22       | 53−19 | 60−21       | 63−14       | 33−23       | 34−19 | 712−307 | 712−307 |
| Rànquing a final d'any | 56          | 9           | 26          | 12    | 17          | 8           | 3           | 26    | 1           | 6           | 6           | 3     | 3           | 4           | 15          | 9     |         |         |
| Llegenda: G: Guanyador; F: Finalista; SF: Semifinalista; QF: Quarts de final; Q: Qualificació; A: Absent; RR: Round Robin; |             |             |             |       |             |             |             |       |             |             |             |       |             |             |             |       |         |         |